# Jaroslav Kvapil (compositeur)
Pour les articles homonymes, voir Kvapil.
Jaroslav Kvapil (21 avril 1892, Fryšták, 18 février 1958, Brno) est un compositeur, pianiste, professeur et chef d'orchestre tchécoslovaque.

## Biographie
Il a étudié la musique avec Josef Nešvera à Olmütz et puis la direction de chœur à Olomouc de 1902 à 1906. Il est entré ensuite à l'École d'orgue de Brno pour travailler avec Leoš Janáček, et a obtenu son diplôme en 1909. Il est allé ensuite au  Conservatoire de Leipzig pour étudier la composition avec Max Reger et la direction d'orchestre avec Hans Sitt de 1911 à 1913.
À peine terminé ses études, il a été nommé professeur d'orgue et de contrepoint à l'École d'orgue de Brno. Il a servi dans l'armée autrichienne pendant la Première Guerre mondiale. Il a été professeur de piano et de composition au Conservatoire d'État de Brno en 1947, et directeur de la Société Philharmonique de cette cité. Kvapil était un excellent accompagnateur, connu pour sa facilité dans la lecture à vue.
Comme chef de chœur et chef d'orchestre (1919–47), il a dirigé les premières en Tchécoslovaquie de la Passion selon Saint-Matthieu de Johann Sebastian Bach (1923), du Judith d'Arthur Honegger (1933) et du Stabat mater de Karol Szymanowski (1937). Il a créé la Messe glagolitique de Leoš Janáček à Prague le 5 décembre 1927.
Parmi ses élèves, on trouve Hana Janků, Miloslav Ištvan, Zdeněk Jílek, Ctirad Kohoutek, Čestmír Gregor et Jiří Matys.
Il est décédé à Brno à l'âge de 65 ans.

## Œuvres
Opéra
- Pohádka máje (Une romance en mai), 1940–43, Prague le 12 mai 1950, révisé en 1955

Musique pour Orchestre
- Dnes a zítra (Aujourd'hui et demain), Ouverture symphonique
- Notturno (1911)
- Symphonie no 1 (1913-14)
- Symphonie no 2 (1921)
- Symphonie no 3 (1936-37)
- Symphonie no 4 Vitežná (Victoire) (1943)
- Svítání (Point du jour), Poème symphonique (1948-49)
- Thema con variazioni e fuga (1912)
- Z těžkých dob (Des temps anxieux), Variations symphoniques (1939)

Musique Concertante
- Concerto pour hautbois et orchestre (1951)
- Concerto pour piano et orchestre (1954)
- Concerto no 1 pour violon et orchestre (1927–1928)
- Concerto no 2 pour violon et orchestre (1952)
- Suita (Suite) pour alto et orchestre de chambre (1955)
- Burlesque, pour flûte et orchestre (1945)

Piano
- Legenda (1912)
- Menuetto (1912)
- Intermezzo (1912)
- Humoreska (1912)
- Lento melancolico – Allegro risoluto
- Sonate no 1 (1912)
- Sonate no 2 (1925)
- Sonate no 3 (1946)
- Sonatine (1950)
- Údolím stesku a žalu, 9 pièces (1936)
- Vánoce (Christmas) (1924)
- Variace na vlastní thema (Variations sur un thème original) (1914)
- Fantaisie en forme de variations (1952)
- V říši snů (In the Realm of Dreams) (1933)

Orgue
- Fantasie en mi mineur

Musique de Chambre
- Quintette avec clarinette (1914)
- Quintette avec piano (1914-15)
- Quintette de cuivres (1925)
- Quintette à vent (1935)
- Quatuor pour flûte, violon, alto et violoncelle (1948)
- Quatuor à cordes no 1 (1914)
- Quatuor à cordes no 2 (1926)
- Quatuor à cordes no 3 (1931)
- Quatuor à cordes no 4 (1935)
- Quatuor à cordes no 5 (1949)
- Quatuor à cordes no 6 (1951)
- Trio avec piano (1912)
- Duo pour violon et alto (1949)
- Sonate en ré majeur pour violon et piano (1950)
- Sonate en ré- bémol majeur pour violon et piano
- Sonatine pour violon et piano (1941)
- Dvě skladby (2 pièces) pour violon et piano (1946)
- Tableaux intimes, pour violon et piano (1934)
- Sonate pour violoncelle et piano (1913)
- Sonate pour violon et orgue (1931)
- Suite pour alto et piano (1955)
- Variace na vlastní thema (Variations sur un thème original) pour trompette et piano (1929)
- Suite pour trombone et piano (1930)

Musique vocale
- Pět písní na slova Antonína Sovy (5 mélodies sur des textes d'Antonín Sova) (1918)

Musique chorale
- Dukelská dumka, Air pour chœur à l'unisson
- Lvi srdce (Le cœur du lion), oratorio (1928-31, Brno, 7 décembre 1931)
- Un chant sur le temps qui passe cantate (1924)
- Petite cantate italienne (1950)